# Миндальная кислота
Миндальная кислота, или фенилгликолевая кислота, — первый представитель жирно-ароматических гидроксикислот. Существует в двух энантиомерных оптически деятельных формах (R и S), а также в рацемической оптически неактивной (RS) форме, известной как параминдальная кислота. Она была получена К. А. Винклером при нагревании сырого горько-миндального масла с соляной кислотой.

## Получение
Миндальную кислоту синтезируют несколькими путями:
- Путём гидролиза амигдалина с соляной кислотой — при этом образуется природная или L-миндальная кислота
- Синтез из бензальдегида (через гидролиз циангидрина):

1-я стадия: {\displaystyle {\ce {C6H5-COH + HCN -> C6H5-CHOH-C#N}}};
2-я стадия: {\displaystyle {\ce {C6H5-CHOH-C#N + 2H2O ->}}}
{\displaystyle {\ce {-> C6H5-CHOH-COOH + NH3}}}.
Однако в этом случае образуется параминдальная кислота. Присутствие оптически активных оснований катализирует преимущественное образование какой-либо одной оптически активной формы.

## Строение
Миндальная кислота содержит один асимметрический атом углерода (при гидроксильной группе), поэтому оптически активна. На её примере изучены многие вопросы стереохимии, в частности явления асимметрического синтеза.

## Физические свойства
Миндальная кислота представляет собой бесцветное твёрдое кристаллическое вещество, малорастворимое в воде, хорошо в полярных органических растворителях — в спиртах и диэтиловом эфире, плохо растворяется в бензоле и неполярных органических растворителях, в хлороформе.

## Химические свойства
Обладает свойствами спиртов и карбоновых кислот.

## Нахождение в природе
В природе миндальная кислота встречается только в связанном виде. Нитрил миндальной кислоты {\displaystyle {\ce {C6H5-CHOH-C#N}}}, связанный с дисахаридом генциобиозой, находится в миндале и в косточках других плодов семейства розоцветных.

## Применение

### В медицине и косметике
Миндальная кислота обладает антисептическими свойствами: ещё до открытия антибиотиков эту кислоту в виде солей аммония или кальция широко использовали в урологии для лечения инфекционных заболеваний мочевыводящих путей. В косметике миндальную кислоту широко используют в качестве средства для пилинга кожи, так как она имеет выраженный кератолический эффект и хорошо обновляет клетки эпидермиса (тем самым стимулирует синтез коллагена), отслаивая ороговевшие частицы кожи, также входит в состав различных комедонолитических средств (крема, мази и т. д.).

### В аналитической химии
- Миндальная кислота представляет собой качественный реактив на цирконий, причём определению последнего не мешает присутствие титана, железа, алюминия, хрома, ванадия, редкоземельных металлов и молибдена[4].

- Миндальная кислота применяется также для отделения скандия от лантанидов и небольших количеств тория[5].

## Безопасность
Миндальная кислота относится к малотоксичным веществам, однако, в концентрированном виде представляет собой довольно едкое вещество и может вызывать ожоги кожи. В больших концентрациях (60—75 %) является кожным ирритантом. При попадании на кожу она вызывает сильное раздражение, покраснение и образование волдырей.